# Panzerkampfwagen II Ausführung L
Pour les articles homonymes, voir Panzerkampfwagen.
Pour un article plus général, voir Panzerkampfwagen II.
Le Panzerkampfwagen II Ausführung L ou Sd. Kfz. 123 ou Luchs (en français : « Lynx ») est une variante du Panzerkampfwagen II affectée à la reconnaissance qui fut employé par l'armée allemande jusqu'à la fin de la Seconde Guerre mondiale sur le front de l'Est et sur le front de l'Ouest. Elle fut développée afin de remplacer les automitrailleuses de reconnaissance obsolètes et peu performantes.
104 exemplaires de ce char furent fabriqués à partir de septembre 1943, mais sa production fut stoppée en janvier 1944 en raison de son coût élevé, et parce-que son armement était totalement inefficace dans la lutte antichar. Il fut remplacé dans les missions de reconnaissance par le véhicule blindé à huit roues Puma. Le Luchs fut le seul de tous les projets de chars de reconnaissance rapide basés sur le Panzer II à avoir abouti à une production en série.

## Historique
À la suite de l'invasion de la Pologne en 1939, les Panzertruppe allemandes comprirent qu'il fallait développer un blindé de reconnaissance à chenilles ayant de réelles capacités tout-terrain, car à cette époque la plupart des véhicules de reconnaissance étaient des automitrailleuses à roues peu solides et ne pouvant emprunter que les routes ou les chemins. La Wehrmacht manifesta donc la volonté de créer une version de reconnaissance rapide sur la base du char Panzerkampfwagen II. La conception d'une variante répondant à ce besoin débute en 1938 avec le projet VK901/Ausf. G. Le développement et la production de ce char léger de reconnaissance fut réparti entre MAN AG, qui était chargé de développer le châssis et Daimler-Benz, qui devait développer la tourelle et la superstructure. Seuls douze exemplaires seront réalisés par MAN, entre avril 1941 et février 1942, ne donnant pas suite à une production en série. Dans la foulée, des études furent faites sur un possible VK903/Ausf. H, qui devait être un véhicule plus lourd que le Ausf. G et armé d'un canon de 50 mm KwK 39 L/60. Un seul prototype fut construit par MAN en août 1942, avant que les travaux soient déplacés sur un projet plus ambitieux, le VK1303, celui du Luchs en lui-même.
Le Luchs transporterait un équipage de quatre personnes: un conducteur, un opérateur radio, un tireur et un chef d'engin.
La superstructure serait plus large que celle des autres versions du Panzer II, ce qui permettrait l'installation d'une tourelle plus grande contenant deux hommes. La visibilité serait assurée par deux périscopes sur le toit de la tourelle. Comme pour le VK901, le développement fut partagé entre MAN et Daimler-Benz. Une commande de 100 exemplaires armés du canon Kwk 38 L/55 de 20 mm et de 700 autres armés du canon de 50 mm KwK 39 L/60. Seuls 104 chars furent complétés avant l'annulation de la production, 100 armés du canon de 20 mm et 4 armés du canon de 50 mm. Certaines sources affirment cependant que 133 chars quittèrent en réalité les chaînes de production.

## Utilisation
Ce char fut utilisé jusqu'à la fin de la guerre sur le front de l'Est et sur le front de l'Ouest.

### Train de roulement

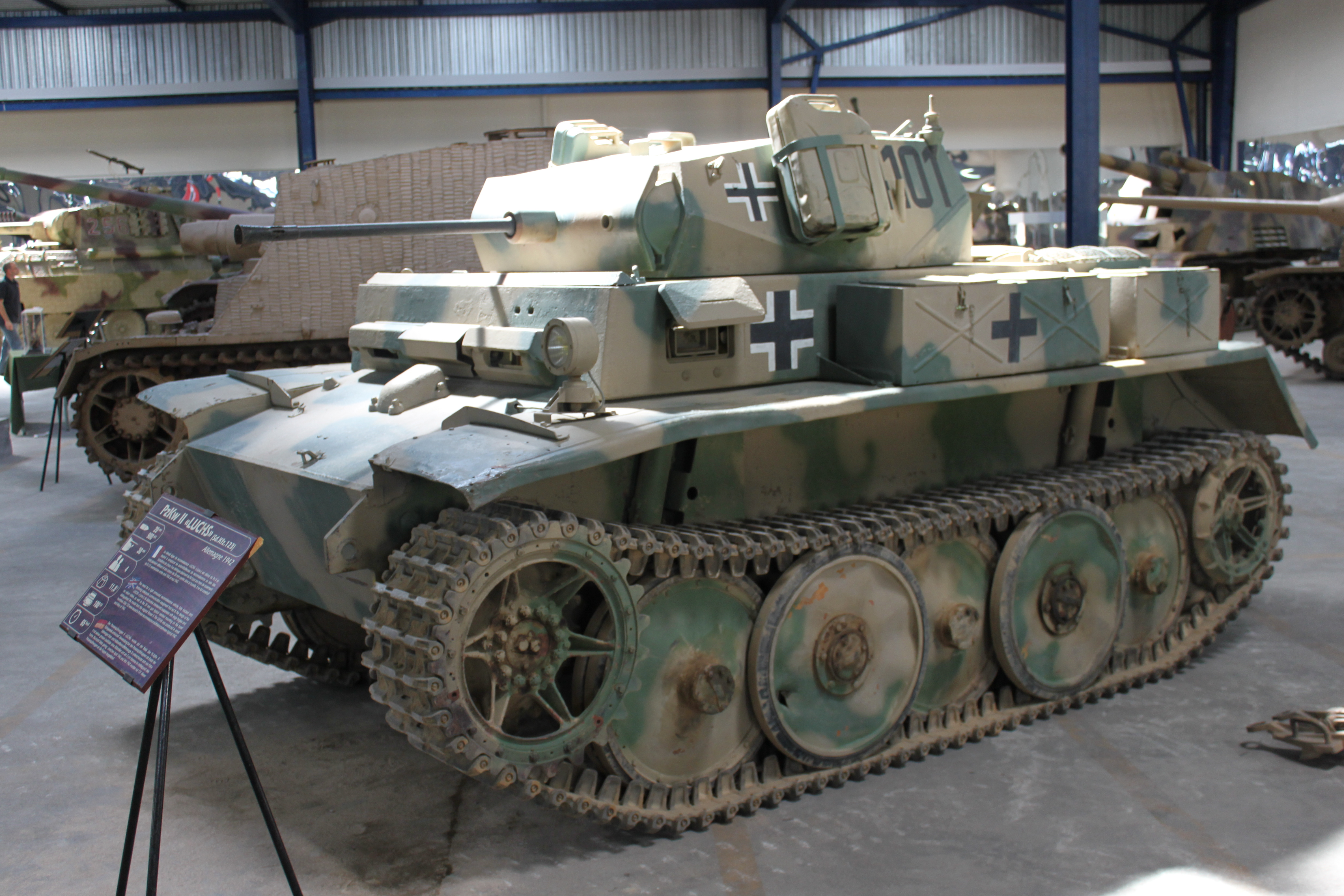
Autre vue du au Musée des blindés de Saumur

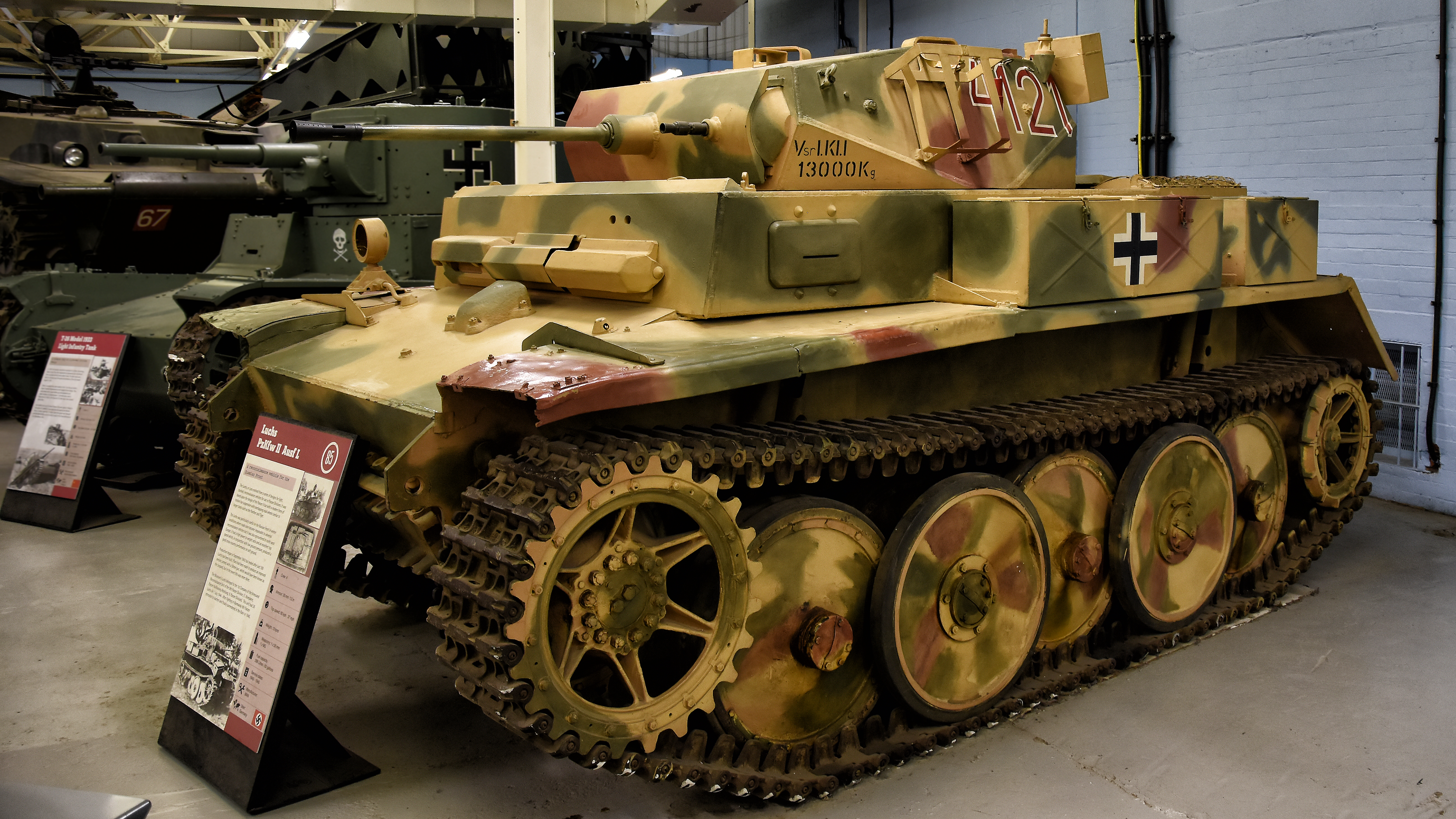
Panzer II Ausf. L au Musée des blindés de Bovington, Angleterre

## Description technique

### Armement
Canon de 20 mm peut percer un blindage homogène de 37 mm à 100 m.

### Équipement radio
Fug 12

## Comparaison de spécifications
Le tableau suivant permet de comparer les spécifications techniques du Panzerkampfwagen II Ausf. C, du Panzerkampfwagen II Ausf. L et du blindé à roue qui le remplaça au sein des unités de reconnaissance, le Schwerer Panzerspähwagen 234 «Puma».
| Spécifications               | Sd.Kfz. 121 Pz.kpfw. II Ausf. B | Sd.Kfz. 123 Pz.kpfw. II Ausf. L | Sd.Kfz. 234/2 «Puma» |
| ---------------------------- | --- | --- | --- |
| Constructeur                 | MAN AG - Daimler-Benz | MAN AG - Daimler-Benz | Büssing-NAG |
| Masse                        | 8,9 t | 13 t | 11,5 t |
| Équipage                     | 3 hommes | 4 hommes | 4 hommes |
| Moteur                       | Maybach HL 62 TR 6-cylindres / 140 ch (100 kW) | Maybach HL 66 6-cylindres / 180 ch (130 kW) | Tatra 103 6-cylindres / 220 ch (160 kW) |
| Vitesse                      | 40 km/h (sur route) | 60 km/h (sur route) | 80 km/h (sur route) |
| Autonomie                    | Route: 190 km | Route: 300 km | Route: 800 km |
| Longueur                     | 4,81 m | 4,63 m | 5,86 m |
| Largeur                      | 2,22 m | 2,48 m | 2,33 m |
| Hauteur                      | 2,02 m | 2,21 m | 2,10 m |
| Radio                        | FuG5 | FuG Spr Ger 2, FuG12 | FuG Spr Ger 2, FuG12 |
| Armement principal           | 20 mm KwK 30 L/55 | 20 mm KwK 38 L/55 | 50 mm KwK 39 L/60 |
| Munitions                    | 180 coups | 330 coups | 101 coups |
| Blindage (millimètres/angle) | - Coque: - Avant: / - Côtés: / - Arrière: / - Toit et plancher: / - Tourelle - Avant: / - Cache-canon: / - Côté et arrière: / - Toit: / - Superstructure: - Toit: / - Avant: / - Côtés: / - Arrière: / | - Coque: - Avant: / - Côtés: / - Arrière: / - Toit et plancher: / - Tourelle - Avant: / - Cache-canon: / - Côté et arrière: / - Toit: / - Superstructure: - Toit: / - Avant: / - Côtés: / - Arrière: / | - Coque: - Avant: / - Côtés: / - Arrière: / - Toit et plancher: / - Tourelle - Avant: / - Cache-canon: / - Côté et arrière: / - Toit: / - Superstructure: - Toit: / - Avant: / - Côtés: / - Arrière: / |

## Exemplaires restants
Un exemplaire est visible au musée des Blindés de Saumur (France).